# Таня Масалитинова
Татяна Николаевна Масалитинова-Есауленко, известна като Таня Масалитинова, е българска театрална и киноактриса.
Дъщеря е на смятания за родоначалник на съвременната театрална школа в България артист и режисьор Николай Масалитинов и Екатерина Краснополска – театрали, емигрирали от Русия.

## Биография
Масалитинова е родена в Прага на 2 септември 1921 г., макар някои източници погрешно да я водят родена през 1922 г. Завършва гимназия за чужди езици в София.
Между 1941 и 1943 г. следва в Художествената академия, но впоследствие завършва Държавната театрална школа в периода 1943 – 1945.
След конкурс за щатни актьори през 1946 г. е назначена в Народния театър „Иван Вазов“, където играе до 1989 г., когато е пенсионирана заедно с други артисти от театъра. Тя обаче продължава да играе на сцените на театър „Сълза и смях“, „Театър 199“, в Драматичен театър „Рачо Стоянов“, Габрово и др.
През 2005 г. получава наградата Аскеер за цялостен принос към българския театър.
На Стената на славата пред Театър 199 има пано с нейните отпечатъци.
Таня Масалитинова умира на 92 години на 31 май 2014 г.

## Театрални роли
- „Васа Железнова“ (Максим Горки) – Людмила
- „В полите на Витоша“ (П. К. Яворов) – Елисавета
- „Майка Кураж и нейните деца“ (Бертолд Брехт) – Ивет
- „Чайка“ (Антон Чехов) – Полина Андреевна
- „Бягството“ (Михаил Величков) (1978) – Катерина
- „Театър, моя любов“ – Театър 199

## Телевизионен театър
- „Вечер“ (1987) (Алексей Дударев), 2 части
- „Добро и ръце“ (11987) (Константин Дуфев)
- „Ретро“ (1986) (Александър Галин), 2 части
- „Ужасни родители“ (1984) (Жан Кокто) – Ивон
- „Свои хора сме, ще се разберем“ (1982) (А. Н. Островски) – Аграфена Кондратиевна
- „Милият лъжец“ (1981) (Джером Килти)
- „Имена и адреси“ (1980) (Лилия Тодорова), 2 части
- „Луди пари“ (1977) (Николай Островски)
- „Приказки от един живот“ (1977) (Олга Кръстева)
- „Антонина“ (1977) (Генадий Мамлин)
- „Луди пари“ (1973) (Николай Островски)
- „Джени – жена по природа“ (1969) (Ърскин Колдуел)

## Филмография
| Година      | Филми и Сериали               | Серии | Копродукции                                    | Роля                                      |
| ----------- | ----------------------------- | ----- | ---------------------------------------------- | ----------------------------------------- |
| 1999        | Изток-Запад – (Est – Ouest)   |       | Франция / Испания / Русия / Украйна / България | Анастасия Александровна                   |
| 1989        | Мъже без мустаци              | 6     |                                                | г-жа Раудини, майка на Люба               |
| 1987        | Ненужен антракт               |       |                                                | майката на Благовеста                     |
| 1977        | Отрова в извора               |       |                                                | майката                                   |
| 1970        | Сбогом, приятели!             |       |                                                | майката на Боев                           |
| 1970        | Черните ангели                | 2     |                                                |                                           |
| 1966        | Рицар без броня               |       |                                                | учителката Кирилова                       |
| 1965 – 1974 | Произшествие на сляпата улица | 6     |                                                | Надежда Замфирска, учителка (в 5-а серия) |
| 1956        | Точка първа                   |       |                                                |                                           |

## Награди и отличия
- Заслужил артист (1965).
- Народен артист (1971).
- Орден „Кирил и Методий“ – II степен.
- Орден „НРБ“ – I степен (1981).
- Орден „Стара планина“.
- „Аскеер“ за цялостен принос към българския театър (2005).